# سيدريك فوري
سيدريك فوري (بالفرنسية: Cédric Fauré)‏ هو لاعب كرة قدم فرنسي في مركز الهجوم، ولد في 14 فبراير 1979 في تولوز في فرنسا. لعب مع رويال أنتويرب ورويال يونيون سان خيلويزي وستاد ريمس ونادي إستر ونادي تولوز ونادي رويال شارلروا ونادي غانغون ونادي لوزيناك ونادي لومان ونادي لوهافر.

## وصلات خارجية
- سيدريك فوري على موقع رابطة كرة القدم الفرنسية للمحترفين (الإنجليزية)
- سيدريك فوري على موقع قاعدة بيانات كرة القدم.إي يو (الإنجليزية)
- سيدريك فوري على موقع ليكيب (الفرنسية)
- سيدريك فوري على موقع Soccerway.com (الإنجليزية)
- سيدريك فوري على موقع AS.com (الإسبانية)